# Macrosolen retusus
Macrosolen retusus är en tvåhjärtbladig växtart som först beskrevs av William Jack, och fick sitt nu gällande namn av Friedrich Anton Wilhelm Miquel. Macrosolen retusus ingår i släktet Macrosolen och familjen Loranthaceae. Inga underarter finns listade i Catalogue of Life.